# Smażony pająk

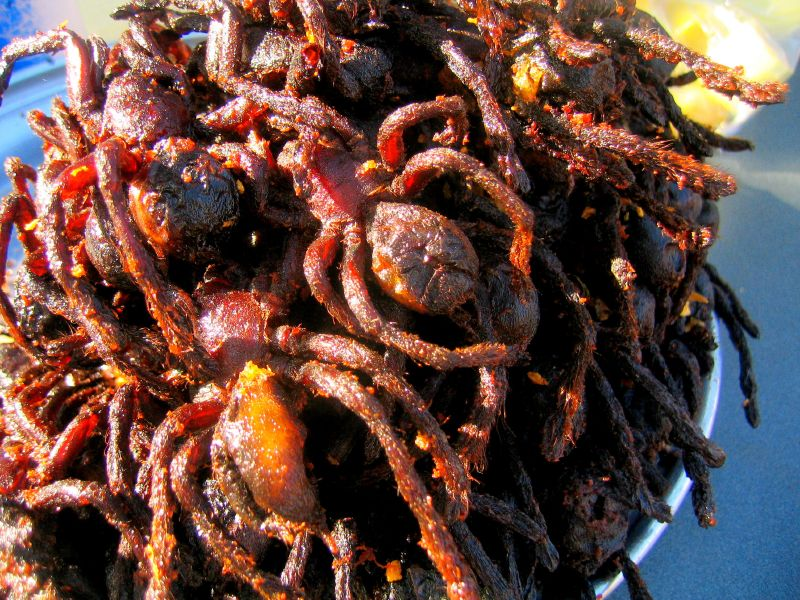
Smażone pająki na targu w Skuon

Smażony pająk – lokalna potrawa przyrządzana w Kambodży, stanowiąca tamtejszy przysmak.
Sprzedaż tej przekąski jest popularną atrakcją dla turystów przejeżdżających przez miasto Skuon (dystrykt Cheung Prey, prowincja Kampong Cham). Chociaż smażone pająki są dostępne także w innych częściach kraju, na przykład w Phnom Penh, to centrum ich popularności skupia się właśnie w Skuon – miasteczku handlowym oddalonym od stolicy o 75 km. Przekąska kosztuje około 300 rielów kambodżańskich, czyli około 8 centów amerykańskich za sztukę (stan na rok 2002).
Pająki hoduje się w jamach w ziemi na terenie wiosek położonych na północ od Skuon lub odławia w pobliskich lasach, gdzie są dokarmiane. Następnie smaży się je na oleju. Do końca nie wiadomo, dlaczego pojawiły się takie praktyki. Niewykluczone, że miejscowa ludność mogła zacząć jeść pająki z desperacji w latach panowania ekstremistycznego ugrupowania politycznego Czerwonych Khmerów, kiedy to w państwie brakowało żywności. Popularność tej potrawy jest stosunkowo nowym zjawiskiem, mającym swoje początki w późnych latach dziewięćdziesiątych dwudziestego wieku.
Pająki sprzedawane na targu pochodzą z rodziny ptasznikowatych i w języku khmerskim nazywane są a-ping. Osiągają rozmiar ludzkiej dłoni. Najczęściej są to przedstawiciele gatunków Haplopelma longipes i Haplopelma albostriatum, ale ponieważ pająki dowożone są z różnych regionów kraju, prawdopodobnie w potrawach oferowanych jest więcej gatunków.

## Sposób przyrządzania
Najpierw rozgnieciony czosnek jest zasmażany na oleju do momentu, gdy zacznie wydzielać zapach. Wtedy na patelni kładzie się pająki obtoczone w mieszaninie z glutaminianu sodu, cukru oraz soli. Smaży się je do czasu, gdy odnóża prawie zupełnie zesztywnieją, gdyż wtedy zawartość odwłoku nie ma już tak płynnej konsystencji. Smak potrawy określany jest jako mdły, raczej jako coś pomiędzy kurczakiem i dorszem. Zaś sama struktura potrawy zmienia się – od chrupkiej powłoki do miękkiego środka. W odnóżach nie ma zbyt wiele jedzenia, podczas gdy głowotułów i odwłok zawierają delikatne, białe mięso. Odwłok zawiera brązową substancję, na którą składają się organy wewnętrzne zwierzęcia, a także jaja oraz kał. Jedni uważają tę część potrawy za smakołyk, drudzy odradzają jej spożywania.